# Jürgen Fuchs (Rennfahrer)

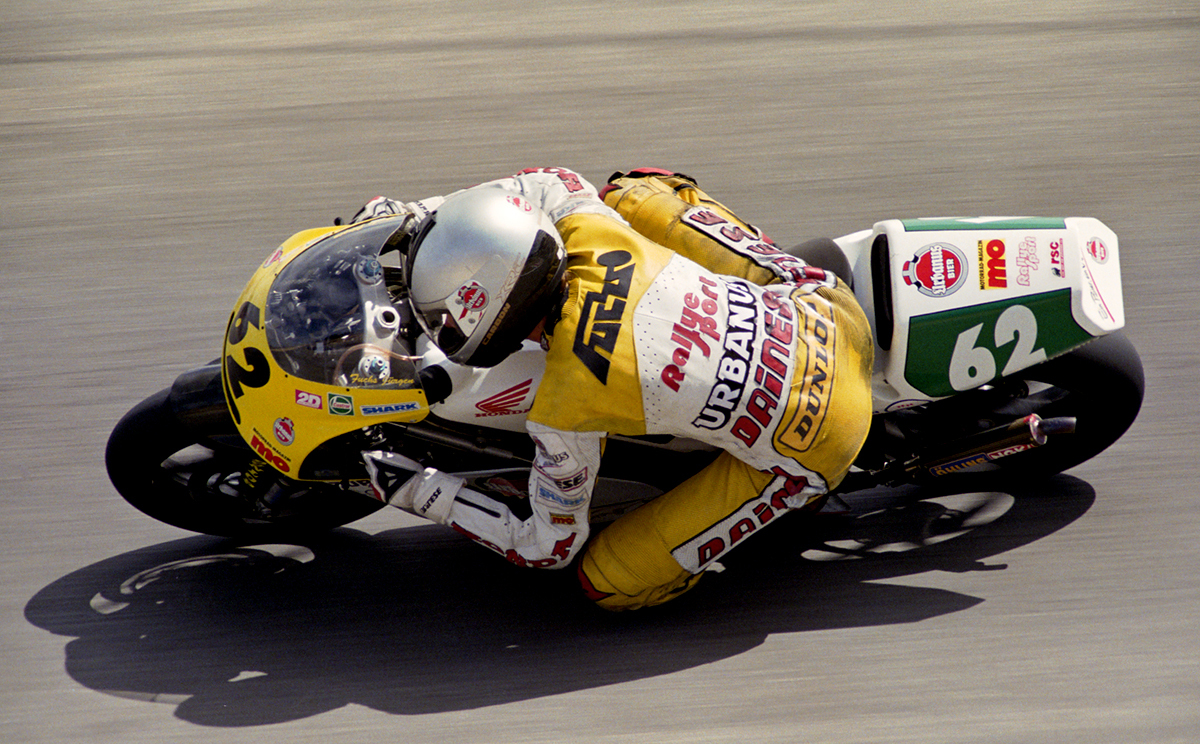
Jürgen Fuchs 1994 beim Großen Preis der USA

Jürgen Fuchs (* 28. November 1965 in Pfaffenhofen an der Ilm) ist ein ehemaliger deutscher Motorradrennfahrer.
Seinen größten Erfolg in der Motorrad-Weltmeisterschaft feierte er 1996 auf Honda hinter Max Biaggi, Ralf Waldmann und Olivier Jacque als Vierter der Gesamtwertung in der 250-cm³-Klasse. In diesem Jahr erkämpfte er sich insgesamt vier Podestplätze. Später war Fuchs unter anderem als Fahrer an der Entwicklung der BMW S 1000 RR beteiligt.

## Karriere

### Frühe Jahre und nationaler Durchbruch
Fuchs begann relativ spät mit Rennsport, fuhr jedoch bald erfolgreich in nationalen Serien. 1994 gewann er die deutsche Meisterschaft in der 250-cm³-Klasse und debütierte im selben Jahr in der Motorrad-Weltmeisterschaft beim Großen Preis von Deutschland am Hockenheimring.

### Weltmeisterschaft (250 cm³: 1994–1996)
1994 trat Fuchs bereits bei einzelnen WM-Läufen in der 250-cm³-Klasse an; 1995 absolvierte er seine erste volle WM-Saison. 1996 wurde er mit Honda-Motorrädern einer der internationalen Spitzenfahrer in der 250-cm³-Klasse: Fuchs erreichte vier Podestplätze (u. a. Assen, Nürburgring, A1-Ring, Rio) und beendete das Jahr als Gesamtvierter hinter Max Biaggi, Ralf Waldmann und Olivier Jacque.

### Umstieg in die 500-cm³-Klasse (1997)
1997 wechselte Fuchs in die 500-cm³-Klasse und fuhr auf einer ELF-500 Roc. Die Ergebnisse blieben moderat; als bestes Ergebnis jener Saison gilt ein sechster Platz beim Grand Prix in Brasilien. Insgesamt war 1997 für ihn eine schwierige Saison, in der er nicht an die Erfolge aus 1996 anknüpfen konnte.

### Rückkehr in die 250-cm³-Klasse und Karriereende (1998)
1998 kehrte Fuchs in die 250-cm³-Klasse zurück (u. a. auf Aprilia). Bei einem Rennen in Assen fuhr er 1998 sein letztes Grand-Prix-Podium (2. Platz hinter Valentino Rossi) – im weiteren Verlauf der Saison stürzte er jedoch und zog sich eine Verletzung zu, die das vorzeitige Ende seiner aktiven GP-Karriere einläutete.

## Nach der GP-Karriere
Nach dem Rückzug vom aktiven GP-Betrieb blieb Fuchs dem Motorradsport verbunden. Er arbeitete als Instruktor (GP-Racing-School, Coaching) und als Test-/Entwicklungsfahrer für Serienhersteller. Insbesondere ist Fuchs als einer der Testfahrer und Entwicklungspartner für die BMW S 1000 RR dokumentiert (Testfahrten u. a. auf dem Circuito do Algarve/Portimão; er wirkte an Abstimmungs- und Entwicklungsarbeiten mit).
Er ist zudem als Renn- und Sicherheitstrainer aktiv (GP-Racing-School / Bike-Promotion & weitere Trainingsangebote) und tritt mit Trainingsangeboten und Gaststarts in Erscheinung; 2019 nahm Fuchs als Gaststarter beim IDM-Finale in Hockenheim teil und fuhr dabei auf das Podium.

## Fahrstil und Bedeutung
Fuchs wurde in der Fachpresse als technisch versierter, intelligenter Pilot beschrieben; seine späte Hinwendung zum Profisport machte ihn zu einem überraschenden Aufsteiger, der 1996 international Stabilität und Konstanz zeigte. Nach seiner aktiven Laufbahn trug er durch Test- und Entwicklungsarbeit sowie Trainer-Tätigkeiten zur Weitergabe von Erfahrung an jüngere Fahrer bei.

## Statistik

### Erfolge
- 1994 – Deutscher 250-cm³-Meister auf Honda

### In der Motorrad-Weltmeisterschaft
| Saison | Klasse  | Motorrad | Rennen | Siege | Podien | Poles | Punkte | Ergebnis |
| ------ | ------- | -------- | ------ | ----- | ------ | ----- | ------ | -------- |
| 1994   | 250 cm³ | Honda    | 5      | –     | –      | –     | -      | -        |
| 1995   | 250 cm³ | Honda    | 13     | –     | –      | –     | 55     | 11.      |
| 1996   | 250 cm³ | Honda    | 15     | –     | 4      | –     | 174    | 4.       |
| 1997   | 500 cm³ | ELF 500  | 15     | –     | -      | -     | 28     | 20.      |
| 1998   | 250 cm³ | Aprilia  | 8      | –     | 1      | 1     | 45     | 17.      |
| Gesamt | Gesamt  | Gesamt   | 56     | -     | 5      | 1     | 302    |          |

Einzelergebnisse
| Saison | Klasse  | 1          | 2          | 3       | 4       | 5           | 6           | 7           | 8                      | 9                      | 10                     | 11                     | 12                 | 13          | 14          | 15         | 16 | 17 |
| ------ | ------- | ---------- | ---------- | ------- | ------- | ----------- | ----------- | ----------- | ---------------------- | ---------------------- | ---------------------- | ---------------------- | ------------------ | ----------- | ----------- | ---------- | -- | -- |
| 1994   | 250 cm³ | Australien | Malaysia   | Japan   | Spanien | Osterreich  | Deutschland | Niederlande | Italien                | Frankreich             | Vereinigtes Konigreich | Tschechien             | Vereinigte Staaten | Argentinien | Europa      |            |    |    |
| 1994   | 250 cm³ |            |            |         |         |             | 18          |             |                        |                        |                        | 18                     | DNF                | 20          | 20          |            |    |    |
| 1995   | 250 cm³ | Australien | Malaysia   | Japan   | Spanien | Deutschland | Italien     | Niederlande | Frankreich             | Vereinigtes Konigreich | Tschechien             |                        | Argentinien        | Europa      |             |            |    |    |
| 1995   | 250 cm³ | 10         | 17         | 12      | 12      | DNF         | 15          | 10          | 12                     | 12                     | 10                     | 11                     | 8                  | 8           |             |            |    |    |
| 1996   | 250 cm³ | Malaysia   | Indonesien | Japan   | Spanien | Italien     | Frankreich  | Niederlande | Deutschland            | Vereinigtes Konigreich | Osterreich             | Tschechien             | Italien            | Katalonien  |             | Australien |    |    |
| 1996   | 250 cm³ | 7          | 6          | 12      | 4       | 5           | DNF         | 2           | 3                      | 4                      | 3                      | 5                      | 4                  | 5           | 3           | 5          |    |    |
| 1997   | 500 cm³ | Malaysia   | Japan      | Spanien | Italien | Osterreich  | Frankreich  | Niederlande | Italien                | Deutschland            |                        | Vereinigtes Konigreich | Tschechien         | Katalonien  | Indonesien  | Australien |    |    |
| 1997   | 500 cm³ | DNF        | DNF        | 16      | DNF     | DNF         | 16          | 9           | 14                     | 13                     | 6                      | 15                     | DNF                | 16          | 11          | DNF        |    |    |
| 1998   | 250 cm³ | Japan      | Malaysia   | Spanien | Italien | Frankreich  |             | Niederlande | Vereinigtes Konigreich | Deutschland            | Tschechien             | Italien                | Katalonien         | Australien  | Argentinien |            |    |    |
| 1998   | 250 cm³ | 17         | 8          | DNF     | DNF     | 12          | 4           | 2           | DNF                    |                        |                        |                        |                    |             |             |            |    |    |